# جمعية كشافة جمهورية الصين الشعبية
جمهورية الصين الشعبية لديها حاليا أنشطة كشفية متعددة ومنفصلة أصلا داخل حدودها. جمعية الكشافة تأسست حديثا في جمهورية الصين الشعبية (中华人民共和国، 童 军 总会) ويحق لكلا الجنسين المشاركة فيها بشرط أن يكون عمر المتقدم أو المتقدمه 15 سنة فما فوق. يقع مقر الجمعية في شنغهاي.